# W62型核弹

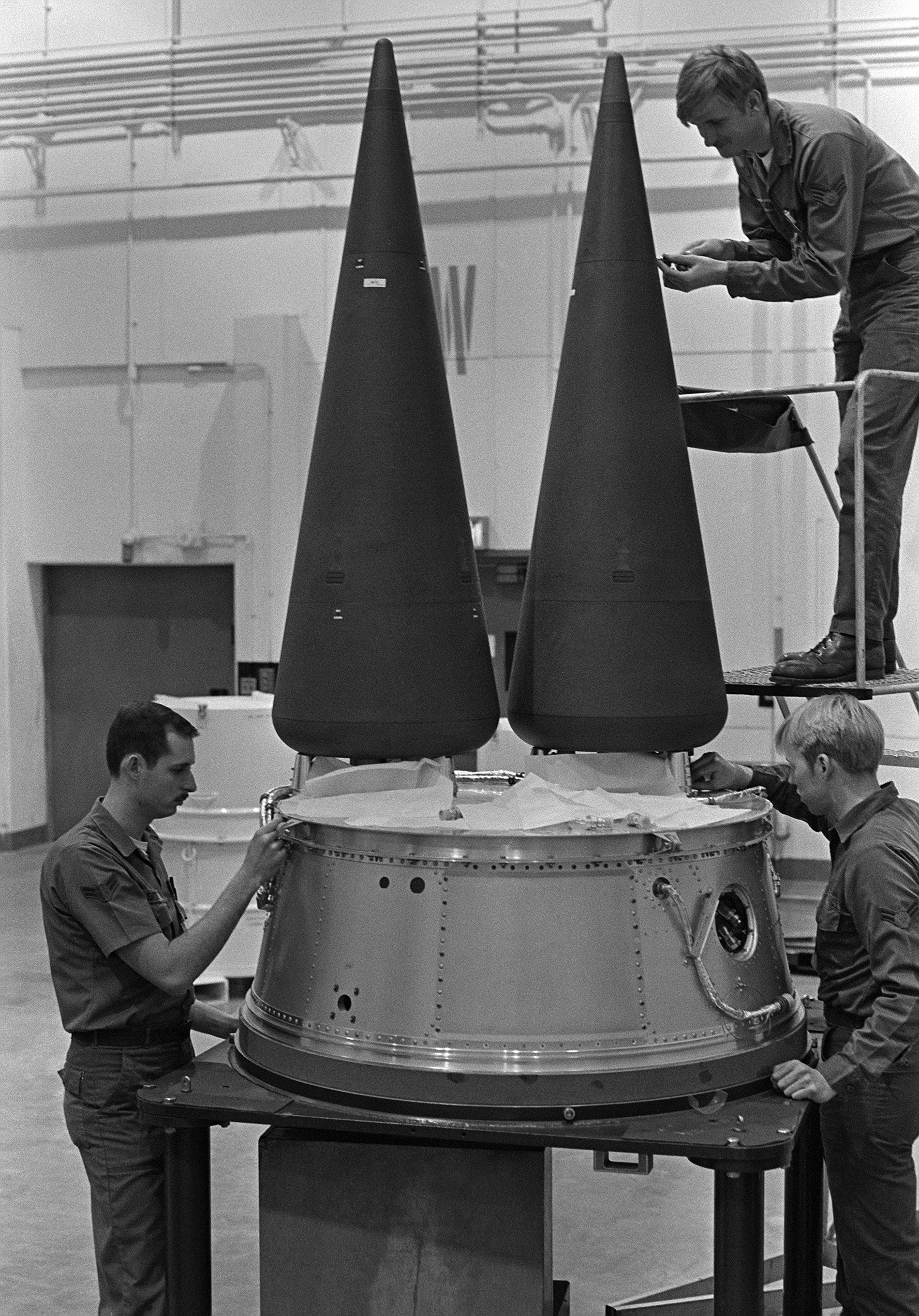
LGM-30G民兵III的多独立瞄准再入飞行器（MIRV），飞行员在调整其中的W62弹头

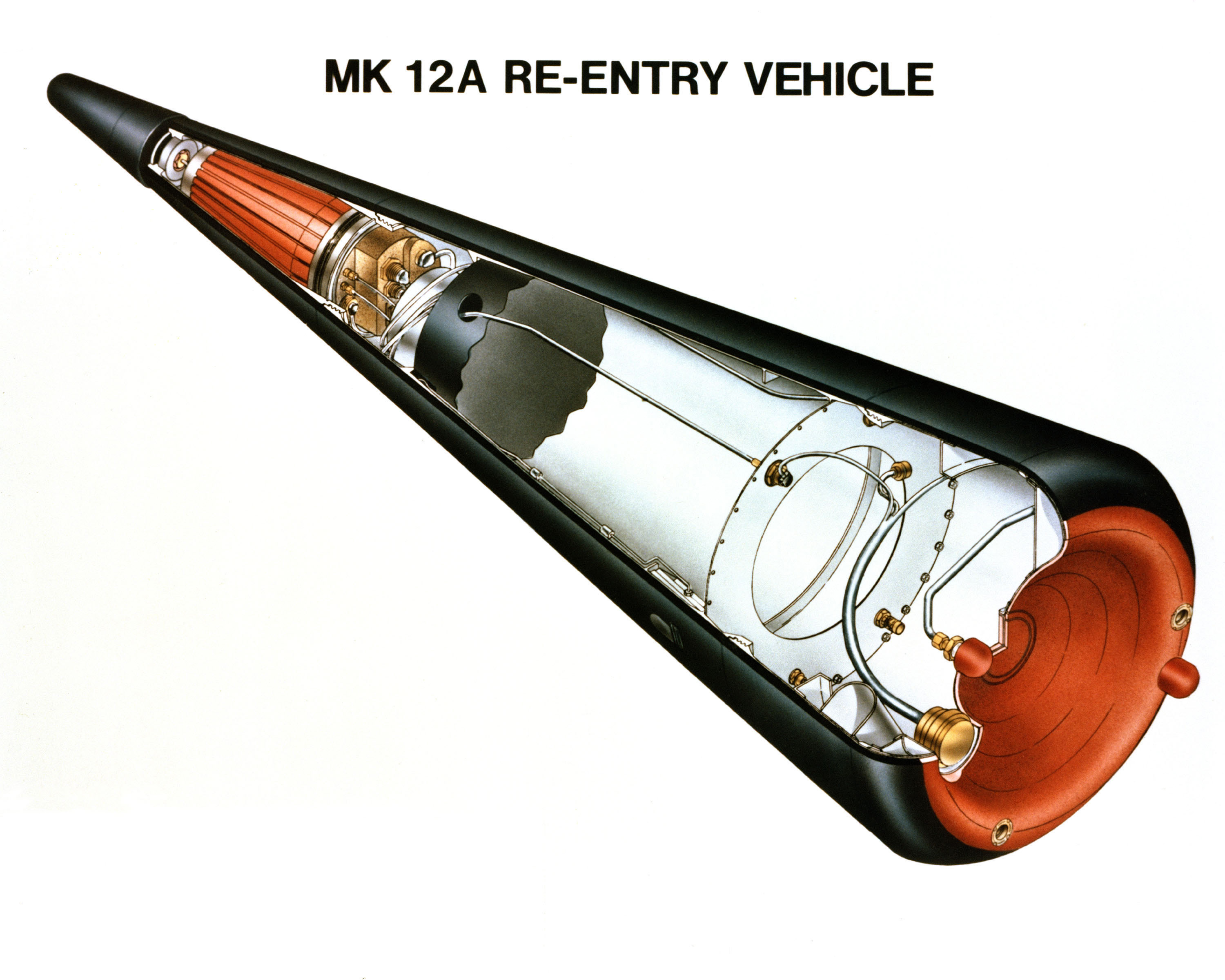
装有W62弹头的Mark 12A再入飞行器图纸

W62是美国在1960年代后期设计的氢弹，于1970年3月至1976年6月被制造。它被用于一些民兵III洲际弹道导弹，而后从1979年12月开始被W78逐步取代，并从MX和平卫士导弹上移除，最终被W87弹头完全取代，后者于2010年退役。  
W62的确切尺寸仍然是机密，但它适用于Mark-12再入飞行器，后者的直径为22英寸（56厘米），长72英寸（1.8米）。W62的重量被描述为253磅（115千克）和700至800磅（320至360千克）。 然而，大约1963年的解密文件指出，民兵导弹的三个弹头配置中的弹头总重量约为750磅（340千克）。  民兵III号携带了两到三枚弹头，具体取决于所需的最大射程。 
W62的爆炸当量被普遍认为是17万吨TNT（710TJ）。  作为对比，民兵III所搭载的前任W56弹头的当量为120万吨TNT（5.0PJ）， 而其后继者W78的当量为33~35万吨TNT（1400~1500TJ）。 
在生产运行期间共生产有1725枚W62弹头。最后一枚W62于2010年8月被拆除。 